# 职业棒球
職業棒球（英語：Professional Baseball），簡稱職棒，是職業運動的一種，以棒球作為運動的主體。

## 概要
所謂的職業棒球，與其他職業運動一樣，即是一個獨資或企業投資行使商業運作的棒球隊，以給薪的方式招募優秀的棒球選手，通常以門票、球場商品、球隊週邊商品、廣告、冠名權及轉播權利金等作為主要的收入。某一國家或地區的多個棒球隊會共組一個職業棒球聯盟以自辦比賽，亦或參與第三方組織所主辦的系列賽事。而賽程與其他職業運動不同的是，按一個職業棒球聯盟的編制不同，每一支隊伍至少都會有數十場至上百場不等的比賽，比賽時間通常是自該年春季開始，入冬前結束所有比賽（約在3月下旬至11月上旬之間），以這段時間為一個職業棒球的球季；美國南部、中南美洲、東亞的冬季聯盟及澳洲職棒聯盟則在每年10月至翌年2月舉行比賽。由於比賽較多且密集，因此職棒隊伍旗下擁有數十名至數百名選手的農場系統來儲備與培養，以利替換狀況較差或受傷的主力。
一個國家的職業棒球至少擁有一個以上的聯盟，決定總冠軍的方式不一而足，但總冠軍永遠都是一位職棒球員終身所追求的。
目前已知的有美國、日本、韓國、台灣、墨西哥、尼加拉瓜、多明尼加、委內瑞拉、巴拿馬、波多黎各、加拿大等擁有職業棒球的隊伍，另外荷蘭、義大利、澳洲、中國等地亦有半職業的棒球聯賽舉行著，而古巴雖以業餘棒球著稱，但其國內的棒球聯賽已達職棒的規模。

## 職業棒球聯盟列表

### 美洲
- 美國大聯盟：美國聯盟、國家聯盟
- 小聯盟
  - 3A：3A東區、3A西區
  - 2A：2A中區、2A東北區、2A南區
  - 高階1A：高階1A東區、高階1A中區、高階1A西區
  - 低階1A：低階1A東區、低階1A東南區、低階1A西區
  - 新人聯盟：阿帕契聯盟、亞利桑那基地聯盟、佛羅里達基地聯盟、多明尼加夏季聯盟
- 冬季聯盟
  - 附屬聯盟：亞利桑那秋季聯盟、多明尼加冬季棒球聯盟、墨西哥太平洋聯盟、委內瑞拉職業棒球聯盟
  - 獨立聯盟：亞利桑那冬季聯盟、哥倫比亞職業棒球聯盟、尼加拉瓜職業棒球聯盟、波多黎各職業棒球聯盟、德州冬季聯盟、古巴聯賽
- 巴拿馬聯賽、墨西哥棒球聯盟
- 獨立聯盟
  - 美國協會、大西洋聯盟、加美職業棒球協會、大陸棒球聯盟、前線聯盟、黃金棒球聯盟、北方聯盟、聯合棒球聯盟、尼加拉瓜職業棒球聯盟

### 亞洲
- 日本
  - 日本棒球機構：中央聯盟、太平洋聯盟
  - 二軍：西方聯盟、東方聯盟
  - 獨立聯盟：四國・九州島嶼聯盟、棒球挑戰聯盟、大師聯盟、關西獨立聯盟、日本女子職業野球機構
- 韓國棒球委員會
  - KBO聯賽
- 臺灣
  - 中華職業棒球大聯盟
  - 亞洲冬季棒球聯盟
- 中國棒球職業聯賽
- 菲律賓棒球聯盟

### 歐洲
- 法國精銳聯盟
- 義大利A1聯賽
- 德國棒球聯邦聯賽
- 荷蘭棒球聯盟
- 西班牙棒球聯盟
- 瑞典精銳聯盟
- 捷克棒球聯盟
- 比利時棒球聯盟
- 英國全國棒球聯盟

### 大洋洲
- 澳洲棒球聯盟
- 冬季聯盟
- 澳洲克拉克斯頓聯盟
  - 獨立聯盟：夏威夷冬季棒球聯盟

## 已消失職業棒球聯盟列表

### 美洲
- 大聯盟：國家協會、美國協會、聯合協會、球員聯盟、聯邦聯盟、黑人聯盟、全美女子職業棒球聯盟、大陸聯盟、古巴聯盟、國家棒球員協會
- 小聯盟：非現存小聯盟列表
- 獨立聯盟：非現存獨立聯盟列表

### 亞洲
- 日本：日本野球聯盟、國民野球聯盟、環球聯盟
- 其他：台灣職棒大聯盟、以色列棒球聯盟

### 大洋洲
- 澳洲：澳洲國際棒球聯盟

## 虛擬聯盟
- AC職棒聯盟

## 外部連結
- 中華職棒全球資訊網 （页面存档备份，存于）
- Major League baseball （页面存档备份，存于）（英文）
- 日本野球機構 （页面存档备份，存于）（日語）
- 南韓職棒官方網站 （页面存档备份，存于）
- 台灣棒球維基館 （页面存档备份，存于）